# Lucifer-Polka
Lucifer-Polka, op. 266, är en polka av Johann Strauss den yngre. Den framfördes första gången den 22 februari 1862 i Dianabad-Saal i Wien.

## Historia
Den första utgåvan av klaverutdraget till Johann Strauss Lucifer-Polka har på framsidan ett fridfullt parklandskap. I skyn ses Lucifer (i förkristen romersk mytologi betecknade det latinska ordet Lucifer planeten Venus när den visade sig som morgonstjärna i gryningen) bringa ljus över landskapet. Medan illustratören till klaverutdraget menade den astronomiska betydelsen av ordet "Lucifer" avsåg Strauss den fallne ängeln som senare blev Satan, vilket också avspeglas i den eldiga musiken. Polkan komponerades till konstnärsföreningen "Hesperus" karnevalsbal den 22 februari 1862 i Dianabad-Saal.

## Om polkan
Speltiden är ca 2 minuter och 46 sekunder plus minus några sekunder beroende på dirigentens musikaliska tolkning.